# Simon Desthieux
Pour les articles homonymes, voir Desthieux.
Simon Desthieux, né le 3 décembre 1991 à Belley, est un biathlète français, champion olympique du relais mixte à PyeongChang en 2018 et champion du monde du relais masculin à Antholz-Anterselva en 2020. Il remporte sa première médaille individuelle aux championnats du monde le 12 février 2021, l'argent, à l'arrivée du sprint gagné par Martin Ponsiluoma. En mars 2021, il remporte les deux premières victoires individuelles de sa carrière en Coupe du Monde, d'abord sur le sprint à Nove Mesto, puis sur la mass-start finale de la saison à Östersund. En mars 2022, il annonce mettre un terme à sa carrière à l'issue de la saison 2021-2022.

## Biographie
Simon Desthieux fait ses débuts internationaux aux Championnats du monde jeunesse en 2010, où il est médaillé d'argent du relais.
Il est champion du monde junior en 2011 sur l'individuel, ainsi que vice-champion d'Europe junior de l'individuel en 2011. Caporal dans l'armée française, il fait partie de l'équipe de France militaire avec laquelle il obtient une médaille de bronze au sprint par équipes masculin aux Jeux mondiaux militaires d'hiver de 2013.

### Débuts en Coupe du Monde (2013-2017)
À l'hiver 2013, il participe à ses premières épreuves de Coupe du monde.
En 2014, il est sélectionné pour participer à ses premiers Jeux olympiques à Sotchi,.
Il entre pour la première fois dans les dix premiers d'une épreuve de Coupe du monde lors de la dernière étape de la saison disputée à Oslo-Holmenkollen en prenant la septième place du sprint. Trois jours plus tard, il se classe 4e de la mass-start.
Lors de la saison 2014-2015, il monte sur son premier podium avec ses coéquipiers du relais à Hochfilzen. Il est ensuite médaillé d'argent aux championnats du monde 2017 en relais.

### Titres olympiques et mondiaux en relais (2018-2020)
Le 20 février 2018, il est sacré champion olympique de relais mixte en compagnie de Martin Fourcade, Anaïs Bescond et Marie Dorin-Habert. Un mois plus tard, il obtient son premier podium individuel en Coupe du monde, en terminant deuxième du sprint à Tioumen.
Lors de la saison 2018-2019, Desthieux gagne le relais mixte de Pokljuka en ouverture. Par la suite, il obtient deux podiums à Soldier Hollow en sprint et poursuite. Avec ses résultats réguliers, il figure au quatrième rang du classement général de la Coupe du monde en fin de saison.
Aux championnats du monde 2020 à Antholz, Simon Desthieux décroche sa première médaille d'or sur le relais masculin en compagnie de Martin Fourcade, Emilien Jacquelin et Quentin Fillon-Maillet, devançant la Norvège et l'Allemagne sur le podium.

### Premières victoires en Coupe du monde et première médaille mondiale individuelle (2020-2021)
Aux championnats du monde 2021 à Pokljuka, le Français devient vice-champion du monde sur l'épreuve du sprint grâce à un sans-faute au tir, devant son compatriote Emilien Jacquelin et derrière le Suédois Martin Ponsiluoma. Il s'agit de la première médaille individuelle de sa carrière lors d'un évènement majeur (Mondiaux ou Jeux olympiques). Deux jours plus tard, il termine 5e de la poursuite malgré une belle efficacité au tir (19 sur 20). Le 6 mars à Nove Mesto, il signe la première victoire individuelle de sa carrière en Coupe du Monde en remportant le sprint avec un 10 sur 10 au tir, devant le Suédois Sebastian Samuelson et l'Allemand Arnd Peifer. Il s'impose à sa  243e course dans l'élite mondiale, et devient le onzième français vainqueur d'une épreuve de Coupe du monde. Desthieux décroche un nouveau podium le lendemain sur la poursuite en finissant à la troisième place, derrière les frères Bø. Le 21 mars, il remporte dans des conditions venteuses l'épreuve finale de la saison, la mass-start à Östersund, en devançant le Russe Eduard Latypov et le vainqueur du classement général, Johannes Thingnes Bø. Après un début de saison difficile (aucun top 10 au premier « trimestre »), il parvient ainsi à terminer la Coupe du monde 2020-2021 au 9e rang du classement général.

### Premier dossard jaune (2021-2022)
Desthieux commence la saison 2021-2022 comme il avait terminé la précédente, par un podium, même s'il ne termine que troisième de l'individuel d'Östersund derrière Sturla Holm Laegreid et Tarjei Bø. Le lendemain, sa quatrième place sur le premier sprint d'Ostersund lui permet d'endosser pour la première fois de sa carrière le dossard jaune de leader de classement général, dossard qu'il partage avec Johannes Bø, à égalité au classement. Sixième Français de l'Histoire à porter ce dossard, il le perd à l'issue du deuxième sprint d'Ostersund où il finit 23e. Par la suite, il décroche deux deuxièmes places avec l'équipe de France de relais masculine, à chaque fois derrière la Norvège.
Aux JO d'hiver de Pékin, Simon Desthieux décroche une médaille d'argent sur le relais masculin en compagnie de Fabien Claude, Emilien Jacquelin et Quentin Fillon-Maillet, derrière la Norvège et devant le Comité Olympique Russe (ROC).

### Retraite sportive
Le 15 mars 2022, il annonce la fin de sa carrière sportive à l'issue des épreuves finales de la saison 2021-2022 à Oslo - Holmenkollen. Il termine cette saison à la 3e place du classement de l'individuel et à la 7e place du classement général.

## Palmarès

### Jeux olympiques
| Édition \ Épreuve | Individuel | Sprint | Poursuite | Mass start | Relais                             | Relais mixte                   |
| ----------------- | ---------- | ------ | --------- | ---------- | ---------------------------------- | ------------------------------ |
| Sotchi 2014       | —          | 45e    | 21e       | —          | 8e                                 | —                              |
| Pyeongchang 2018  | 27e        | 12e    | 7e        | 22e        | 5e                                 | Médaille d'or, Jeux olympiques |
| Pékin 2022        | 17e        | 24e    | 7e        | 16e        | Médaille d'argent, Jeux olympiques | —                              |

 
Légende :
- : première place, médaille d'or
- : deuxième place, médaille d'argent
- — : non disputée par Simon Desthieux

### Championnats du monde
| Édition \ Épreuve       | Individuel | Sprint                   | Poursuite | Mass start | Relais                   | Relais mixte | Relais mixte simple              |
| ----------------------- | ---------- | ------------------------ | --------- | ---------- | ------------------------ | ------------ | -------------------------------- |
| Nové Město 2013         | —          | 68e                      | —         | —          | —                        | —            | Épreuve inexistante à cette date |
| Kontiolahti 2015        | 49e        | —                        | —         | —          | —                        | —            | Épreuve inexistante à cette date |
| Oslo-Holmenkollen 2016  | 28e        | 12e                      | 6e        | 24e        | 9e                       | —            | Épreuve inexistante à cette date |
| Hochfilzen 2017         | 51e        | 34e                      | 27e       | —          | Médaille d'argent, monde | —            | Épreuve inexistante à cette date |
| Östersund 2019          | 6e         | 5e                       | 32e       | 11e        | 6e                       | 8e           | —                                |
| Antholz-Anterselva 2020 | 59e        | 18e                      | 8e        | 5e         | Médaille d'or, monde     | —            | —                                |
| Pokljuka 2021           | 28e        | Médaille d'argent, monde | 5e        | 13e        | 4e                       | —            | —                                |

Légende :
- : première place, médaille d'or
- : deuxième place, médaille d'argent
- — : non disputée par Simon Desthieux
- : pas d'épreuve

### Coupe du monde
- Meilleur classement général : 4e en 2019.
- 40 podiums : 
  - 11 podiums individuels : 2 victoires, 5 deuxièmes places, 4 troisièmes places.
  - 22 podiums en relais : 6 victoires, 10 deuxièmes places et 6 troisièmes places.
  - 7 podiums en relais mixte : 5 victoires et 2 troisièmes places.

 Dernière mise à jour le 13 mars 2022 

#### Victoires
| Saison \ Épreuve | Individuel | Sprint       | Poursuite | Mass start | Total |
| ---------------- | ---------- | ------------ | --------- | ---------- | ----- |
| 2020-2021        |            | Nové Město 1 |           | Östersund  | 2     |
| Total            |            | 1            |           | 1          | 2     |

Dernière mise à jour le 21 mars 2021

#### Classements annuels
| Saison    | Classement général final | Individuel | Sprint | Poursuite | Mass start |
| 2012-2013 | 57e                      | nc         | 48e    | 57e       |            |
| 2013-2014 | 21e                      | 22e        | 24e    | 27e       | 5e         |
| 2014-2015 | 56e                      | 65e        | 52e    | 43e       |            |
| 2015-2016 | 16e                      | 26e        | 21e    | 20e       | 10e        |
| 2016-2017 | 25e                      | 42e        | 19e    | 23e       | 27e        |
| 2017-2018 | 8e                       | 10e        | 6e     | 10e       | 11e        |
| 2018-2019 | 4e                       | 6e         | 3e     | 4e        | 6e         |
| 2019-2020 | 6e                       | 11e        | 5e     | 7e        | 9e         |
| 2020-2021 | 9e                       | 22e        | 8e     | 9e        | 11e        |
| 2021-2022 | 7e                       | 3e         | 10e    | 6e        | 11e        |

#### Résultats détaillés en Coupe du monde
| Résultats détaillés en Coupe du monde | Résultats détaillés en Coupe du monde | Résultats détaillés en Coupe du monde | Résultats détaillés en Coupe du monde | Résultats détaillés en Coupe du monde | Résultats détaillés en Coupe du monde | Résultats détaillés en Coupe du monde | Résultats détaillés en Coupe du monde | Résultats détaillés en Coupe du monde | Résultats détaillés en Coupe du monde | Résultats détaillés en Coupe du monde | Résultats détaillés en Coupe du monde | Résultats détaillés en Coupe du monde | Résultats détaillés en Coupe du monde | Résultats détaillés en Coupe du monde | Résultats détaillés en Coupe du monde | Résultats détaillés en Coupe du monde | Résultats détaillés en Coupe du monde | Résultats détaillés en Coupe du monde | Résultats détaillés en Coupe du monde | Résultats détaillés en Coupe du monde | Résultats détaillés en Coupe du monde | Résultats détaillés en Coupe du monde | Résultats détaillés en Coupe du monde | Résultats détaillés en Coupe du monde | Résultats détaillés en Coupe du monde | Résultats détaillés en Coupe du monde | Résultats détaillés en Coupe du monde | Résultats détaillés en Coupe du monde | Résultats détaillés en Coupe du monde | Résultats détaillés en Coupe du monde |
| Saison                                | 1                                     | 2                                     | 3                                     | 4                                     | 5                                     | 6                                     | 7                                     | 8                                     | 9                                     | 10                                    | 11                                    | 12                                    | 13                                    | 14                                    | 15                                    | 16                                    | 17                                    | 18                                    | 19                                    | 20                                    | 21                                    | 22                                    | 23                                    | 24                                    | 25                                    | 26                                    | 27                                    | Courses                               | Points                                | Classement                            |
| ------------------------------------- | ------------------------------------- | ------------------------------------- | ------------------------------------- | ------------------------------------- | ------------------------------------- | ------------------------------------- | ------------------------------------- | ------------------------------------- | ------------------------------------- | ------------------------------------- | ------------------------------------- | ------------------------------------- | ------------------------------------- | ------------------------------------- | ------------------------------------- | ------------------------------------- | ------------------------------------- | ------------------------------------- | ------------------------------------- | ------------------------------------- | ------------------------------------- | ------------------------------------- | ------------------------------------- | ------------------------------------- | ------------------------------------- | ------------------------------------- | ------------------------------------- | ------------------------------------- | ------------------------------------- | ------------------------------------- |
| 2012-2013                             |                                       |                                       |                                       |                                       |                                       |                                       |                                       |                                       |                                       |                                       |                                       |                                       |                                       |                                       | .                                     | .                                     | .                                     | .                                     |                                       |                                       |                                       |                                       |                                       |                                       |                                       |                                       |                                       | 17 / 26                               | 87                                    | 57e                                   |
| 2012-2013                             | IN 50e                                | SP 52e                                | PU 51e                                | SP 37e                                | PU 41e                                | SP 25e                                | PU 29e                                | MS                                    | SP 19e                                | PU 35e                                | SP 59e                                | MS                                    | SP N.P.                               | PU                                    | SP 67e                                | PU                                    | IN                                    | MS                                    | SP 27e                                | PU 44e                                | MS                                    | IN 51e=                               | SP 32e                                | SP 58e                                | PU 37e                                | MS                                    |                                       | 17 / 26                               | 87                                    | 57e                                   |
| 2013-2014                             |                                       |                                       |                                       |                                       |                                       |                                       |                                       |                                       |                                       |                                       |                                       |                                       |                                       |                                       | .                                     | .                                     | .                                     | .                                     |                                       |                                       |                                       |                                       |                                       |                                       |                                       |                                       |                                       | 22 / 22                               | 397                                   | 20e                                   |
| 2013-2014                             | IN 20e                                | SP 18e                                | PU Ann.                               | SP 25e                                | PU 29e                                | SP 29e                                | PU 25e                                | SP 20e                                | PU 17e                                | MS 12e                                | IN 22e                                | PU 30e                                | SP 39e                                | PU 22e                                | SP 45e                                | PU 21e                                | IN                                    | MS                                    | SP 52e                                | PU 33e                                | MS 12e                                | SP 45e                                | SP 17e                                | PU 18e                                | SP 6e=                                | PU 34e                                | MS 4e                                 | 22 / 22                               | 397                                   | 20e                                   |
| 2014-2015                             |                                       |                                       |                                       |                                       |                                       |                                       |                                       |                                       |                                       |                                       |                                       |                                       |                                       |                                       |                                       |                                       |                                       |                                       | .                                     | .                                     | .                                     | .                                     |                                       |                                       |                                       |                                       |                                       | 15 / 25                               | 94                                    | 56e                                   |
| 2014-2015                             | IN 39e                                | SP 59e                                | PU 50e                                | SP 30e                                | PU 39e                                | SP 28e                                | PU 25e                                | MS                                    | SP 57e=                               | MS                                    | SP 32e=                               | MS                                    | SP 58e                                | PU N.P.                               | SP 34e                                | PU 15e                                | IN 54e                                | SP 33e                                | SP                                    | PU                                    | IN 49e                                | MS                                    | SP                                    | PU                                    | MS                                    |                                       |                                       | 15 / 25                               | 94                                    | 56e                                   |
| 2015-2016                             |                                       |                                       |                                       |                                       |                                       |                                       |                                       |                                       |                                       |                                       |                                       |                                       |                                       |                                       |                                       |                                       |                                       |                                       |                                       | .                                     | .                                     | .                                     | .                                     |                                       |                                       |                                       |                                       | 23 / 25                               | 449                                   | 16e                                   |
| 2015-2016                             | IN 15e                                | SP 21e=                               | PU 21e                                | SP 9e                                 | PU 22e                                | SP 13e                                | PU 24e                                | MS 6e                                 | SP 21e                                | PU 25e                                | MS 20e                                | IN                                    | MS 8e                                 | SP 51e                                | PU N.P.                               | SP 43e                                | MS 19e                                | SP 52e                                | PU 39e                                | SP 12e                                | PU 6e                                 | IN 28e                                | MS 24e                                | SP 19e                                | PU 23e                                | MS Ann.                               |                                       | 23 / 25                               | 449                                   | 16e                                   |
| 2016-2017                             |                                       |                                       |                                       |                                       |                                       |                                       |                                       |                                       |                                       |                                       |                                       |                                       |                                       |                                       |                                       | .                                     | .                                     | .                                     | .                                     |                                       |                                       |                                       |                                       |                                       |                                       |                                       |                                       | 22 / 26                               | 396                                   | 25e                                   |
| 2016-2017                             | IN 49e                                | SP 8e                                 | PU 14e                                | SP 20e                                | PU 15e                                | SP 35e                                | PU 23e                                | MS 10e                                | SP 64e                                | PU                                    | MS 26e                                | SP                                    | PU                                    | IN 18e                                | MS 20e                                | SP 34e=                               | PU 27e                                | IN 51e                                | MS                                    | SP 11e                                | PU 6e                                 | SP 24e                                | PU 12e=                               | SP 9e                                 | PU Ab.                                | MS 25e                                |                                       | 22 / 26                               | 396                                   | 25e                                   |
| 2017-2018                             |                                       |                                       |                                       |                                       |                                       |                                       |                                       |                                       |                                       |                                       |                                       |                                       |                                       |                                       |                                       | .                                     | .                                     | .                                     | .                                     |                                       |                                       |                                       |                                       |                                       |                                       |                                       |                                       | 22 / 22                               | 579                                   | 8e                                    |
| 2017-2018                             | IN 13e                                | SP 39e                                | PU 38e                                | SP 21e                                | PU 14e                                | SP 5                                  | PU 6e                                 | MS 17e                                | SP 13e                                | PU 16e                                | IN 19e                                | MS 11e                                | SP 11e                                | PU 8e                                 | MS 10e                                | SP 12e                                | PU 7e                                 | IN 27e                                | MS 22e                                | SP 6e                                 | MS 21e                                | SP 30e                                | PU 11e                                | SP 2e                                 | PU 21e                                | MS 12e                                |                                       | 22 / 22                               | 579                                   | 8e                                    |
| 2018-2019                             |                                       |                                       |                                       |                                       |                                       |                                       |                                       |                                       |                                       |                                       |                                       |                                       |                                       |                                       |                                       |                                       |                                       |                                       |                                       | .                                     | .                                     | .                                     | .                                     |                                       |                                       |                                       |                                       | 25 / 25                               | 831                                   | 4e                                    |
| 2018-2019                             | IN 22e                                | SP 7e                                 | PU 15e                                | SP 7e                                 | PU 11e                                | SP 5e                                 | PU 4e                                 | MS 7e                                 | SP 9e                                 | PU 6e                                 | SP 15e                                | MS 6e                                 | SP 6e                                 | PU 4e                                 | MS 18e                                | SI 11e                                | SP Ann.                               | SP 2e                                 | PU 3e                                 | SP 5e                                 | PU 32e                                | IN 6e                                 | MS 11e                                | SP 7e                                 | PU 8e                                 | MS 7e                                 |                                       | 25 / 25                               | 831                                   | 4e                                    |
| 2019-2020                             |                                       |                                       |                                       |                                       |                                       |                                       |                                       |                                       |                                       |                                       |                                       |                                       |                                       | .                                     | .                                     | .                                     | .                                     |                                       |                                       |                                       |                                       |                                       |                                       |                                       |                                       |                                       |                                       | 21 / 21                               | 672                                   | 6e                                    |
| 2019-2020                             | SP 14e                                | IN 2e                                 | SP 2e                                 | PU 5e                                 | SP 8e                                 | PU 15e                                | MS 10e                                | SP 6e                                 | MS 3e                                 | SP 5e=                                | PU 4e                                 | IN 21e                                | MS 17e                                | SP 18e                                | PU 8e                                 | IN 59e                                | MS 5e                                 | SP 8e                                 | MS 21e                                | SP 8e                                 | PU 13e                                | SP Ann.                               | PU Ann.                               | MS Ann.                               |                                       |                                       |                                       | 21 / 21                               | 672                                   | 6e                                    |
| 2020-2021                             |                                       |                                       |                                       |                                       |                                       |                                       |                                       |                                       |                                       |                                       |                                       |                                       |                                       |                                       |                                       | .                                     | .                                     | .                                     | .                                     |                                       |                                       |                                       |                                       |                                       |                                       |                                       |                                       | 26 / 26                               | 724                                   | 9e                                    |
| 2020-2021                             | IN 15e                                | SP 17e                                | SP 12e                                | PU 15e                                | SP 43e                                | PU 36e                                | SP 18e                                | PU 11e                                | MS 25e                                | SP 7e                                 | PU 9e                                 | SP 27e                                | MS 9e                                 | IN 21e                                | MS 22e                                | SP 2e                                 | PU 5e                                 | IN 28e                                | MS 13e                                | SP 1er                                | PU 3e                                 | SP 21e                                | PU 12e                                | SP 4e                                 | PU 9e                                 | MS 1er                                |                                       | 26 / 26                               | 724                                   | 9e                                    |
| 2021-2022                             |                                       |                                       |                                       |                                       |                                       |                                       |                                       |                                       |                                       |                                       |                                       |                                       |                                       |                                       |                                       | .                                     | .                                     | .                                     | .                                     |                                       |                                       |                                       |                                       |                                       |                                       |                                       |                                       | 22 / 22                               | 590                                   | 7e                                    |
| 2021-2022                             | IN 3e                                 | SP 5e                                 | SP 23e                                | PU 27e                                | SP 24e                                | PU 4e                                 | SP 13e                                | PU 17e                                | MS 23e                                | SP 47e                                | PU 19e                                | SP 9e                                 | PU 4e                                 | IN 6e                                 | MS 15e                                | IN 17e                                | SP 24e                                | PU 7e                                 | MS 16e                                | SP 17e                                | PU 10e                                | SP 15e                                | MS 12e                                | SP 12e                                | PU 17e                                | MS 9e                                 |                                       | 22 / 22                               | 590                                   | 7e                                    |

#### Podiums en relais en Coupe du monde
| Podiums en relais en Coupe du monde | Podiums en relais en Coupe du monde | Podiums en relais en Coupe du monde | Podiums en relais en Coupe du monde | Podiums en relais en Coupe du monde | Podiums en relais en Coupe du monde | Podiums en relais en Coupe du monde | Podiums en relais en Coupe du monde | Podiums en relais en Coupe du monde | Podiums en relais en Coupe du monde | Podiums en relais en Coupe du monde |
| n°                                  | Saison                              | Date                                | Lieu                                | Épreuve                             | Résultat                            | Composition                         | Composition                         | Composition                         | Composition                         | Compétition                         |
| ----------------------------------- | ----------------------------------- | ----------------------------------- | ----------------------------------- | ----------------------------------- | ----------------------------------- | ----------------------------------- | ----------------------------------- | ----------------------------------- | ----------------------------------- | ----------------------------------- |
| 1                                   | 2014-2015                           | 13-12-2014                          | Hochfilzen                          | Relais 4 x 7,5 km                   | Médaille d'argent                   | S. Fourcade                         | J.-G. Béatrix                       | S. Desthieux                        | M. Fourcade                         | Coupe du monde                      |
| 2                                   | 2014-2015                           | 08-01-2015                          | Oberhof                             | Relais 4 x 7,5 km                   | Médaille de bronze                  | S. Fourcade                         | J.-G. Béatrix                       | S. Desthieux                        | Q. Fillon Maillet                   | Coupe du monde                      |
| 3                                   | 2014-2015                           | 25-01-2015                          | Antholz                             | Relais 4 x 7,5 km                   | Médaille de bronze                  | S. Fourcade                         | Q. Fillon Maillet                   | S. Desthieux                        | J.-G. Béatrix                       | Coupe du monde                      |
| 4                                   | 2015-2016                           | 13-12-2015                          | Hochfilzen                          | Relais 4 x 7,5 km                   | Médaille de bronze                  | S. Fourcade                         | Q. Fillon Maillet                   | S. Desthieux                        | M. Fourcade                         | Coupe du monde                      |
| 5                                   | 2015-2016                           | 13-02-2016                          | Presque Isle                        | Relais 4 x 7,5 km                   | Médaille d'argent                   | S. Fourcade                         | Q. Fillon Maillet                   | S. Desthieux                        | J.-G. Béatrix                       | Coupe du monde                      |
| 6                                   | 2016-2017                           | 11-12-2016                          | Pokljuka                            | Relais 4 x 7,5 km                   | Médaille d'or                       | J.-G. Béatrix                       | Q. Fillon Maillet                   | S. Desthieux                        | M. Fourcade                         | Coupe du monde                      |
| 7                                   | 2016-2017                           | 18-02-2017                          | Hochfilzen                          | Relais 4 x 7,5 km                   | Médaille d'argent, monde            | J.-G. Béatrix                       | Q. Fillon Maillet                   | S. Desthieux                        | M. Fourcade                         | Championnats du monde               |
| 8                                   | 2016-2017                           | 05-03-2017                          | Pyeongchang                         | Relais 4 x 7,5 km                   | Médaille d'or                       | J.-G. Béatrix                       | S. Fourcade                         | S. Desthieux                        | M. Fourcade                         | Coupe du monde                      |
| 9                                   | 2016-2017                           | 12-03-2017                          | Kontiolahti                         | Relais mixte                        | Médaille d'or                       | M. Dorin-Habert                     | A. Bescond                          | S. Desthieux                        | Q. Fillon Maillet                   | Coupe du monde                      |
| 10                                  | 2017-2018                           | 10-12-2017                          | Hochfilzen                          | Relais 4 x 7,5 km                   | Médaille de bronze                  | J.-G. Béatrix                       | S. Desthieux                        | É. Jacquelin                        | Q. Fillon Maillet                   | Coupe du monde                      |
| 11                                  | 2017-2018                           | 12-01-2018                          | Ruhpolding                          | Relais 4 x 7,5 km                   | Médaille d'argent                   | S. Desthieux                        | Q. Fillon Maillet                   | M. Fourcade                         | A. Guigonnat                        | Coupe du monde                      |
| 12                                  | 2017-2018                           | 20-02-2018                          | Pyeongchang                         | Relais mixte                        | Médaille d'or, Jeux olympiques      | M. Dorin-Habert                     | A. Bescond                          | S. Desthieux                        | M. Fourcade                         | Jeux olympiques                     |
| 13                                  | 2018-2019                           | 02-12-2018                          | Pokljuka                            | Relais mixte                        | Médaille d'or                       | A. Bescond                          | J. Braisaz                          | M. Fourcade                         | S. Desthieux                        | Coupe du monde                      |
| 14                                  | 2018-2019                           | 13-01-2019                          | Oberhof                             | Relais 4 x 7,5 km                   | Médaille d'argent                   | A. Guigonnat                        | S. Desthieux                        | Q. Fillon Maillet                   | M. Fourcade                         | Coupe du monde                      |
| 15                                  | 2018-2019                           | 18-01-2019                          | Ruhpolding                          | Relais 4 x 7,5 km                   | Médaille de bronze                  | É. Jacquelin                        | M. Fourcade                         | Q. Fillon Maillet                   | S. Desthieux                        | Coupe du monde                      |
| 16                                  | 2018-2019                           | 17-02-2019                          | Soldier Hollow                      | Relais mixte                        | Médaille d'or                       | Q. Fillon Maillet                   | S. Desthieux                        | C. Aymonier                         | A. Chevalier-Bouchet                | Coupe du monde                      |
| 17                                  | 2019-2020                           | 07-12-2019                          | Östersund                           | Relais 4 x 7,5 km                   | Médaille d'argent                   | É. Jacquelin                        | Q. Fillon Maillet                   | S. Desthieux                        | M. Fourcade                         | Coupe du monde                      |
| 18                                  | 2019-2020                           | 11-01-2020                          | Oberhof                             | Relais 4 x 7,5 km                   | Médaille d'argent                   | É. Jacquelin                        | M. Fourcade                         | S. Desthieux                        | Q. Fillon Maillet                   | Coupe du monde                      |
| 19                                  | 2019-2020                           | 18-01-2020                          | Ruhpolding                          | Relais 4 x 7,5 km                   | Médaille d'or                       | É. Jacquelin                        | M. Fourcade                         | S. Desthieux                        | Q. Fillon Maillet                   | Coupe du monde                      |
| 20                                  | 2019-2020                           | 25-01-2020                          | Pokljuka                            | Relais mixte                        | Médaille d'or                       | Q. Fillon Maillet                   | S. Desthieux                        | J. Braisaz                          | J. Simon                            | Coupe du monde                      |
| 21                                  | 2019-2020                           | 22-02-2020                          | Antholz                             | Relais 4 x 7,5 km                   | Médaille d'or, monde                | É. Jacquelin                        | M. Fourcade                         | S. Desthieux                        | Q. Fillon Maillet                   | Championnats du monde               |
| 22                                  | 2020-2021                           | 15-01-2021                          | Oberhof                             | Relais 4 x 7,5 km                   | Médaille d'or                       | S. Desthieux                        | Q. Fillon Maillet                   | F. Claude                           | É. Jacquelin                        | Coupe du monde                      |
| 23                                  | 2020-2021                           | 23-01-2021                          | Antholz                             | Relais 4 x 7,5 km                   | Médaille d'or                       | A. Guigonnat                        | Q. Fillon Maillet                   | S. Desthieux                        | É. Jacquelin                        | Coupe du monde                      |
| 24                                  | 2021-2022                           | 04-12-2021                          | Östersund                           | Relais 4 x 7,5 km                   | Médaille d'argent                   | F. Claude                           | É. Jacquelin                        | S. Desthieux                        | Q. Fillon Maillet                   | Coupe du monde                      |
| 25                                  | 2021-2022                           | 12-12-2021                          | Hochfilzen                          | Relais 4 x 7,5 km                   | Médaille d'argent                   | F. Claude                           | S. Desthieux                        | É. Jacquelin                        | Q. Fillon Maillet                   | Coupe du monde                      |
| 26                                  | 2021-2022                           | 08-01-2022                          | Oberhof                             | Relais mixte                        | Médaille de bronze                  | A. Guigonnat                        | S. Desthieux                        | A. Bescond                          | J. Simon                            | Coupe du monde                      |
| 27                                  | 2021-2022                           | 15-02-2022                          | Pékin                               | Relais 4 x 7,5 km                   | Médaille d'argent, Jeux olympiques  | F. Claude                           | S. Desthieux                        | É. Jacquelin                        | Q. Fillon Maillet                   | Jeux olympiques                     |
| 28                                  | 2021-2022                           | 04-03-2022                          | Kontiolahti                         | Relais 4 x 7,5 km                   | Médaille de bronze                  | A. Guigonnat                        | É. Jacquelin                        | S. Desthieux                        | Q. Fillon Maillet                   | Coupe du monde                      |
| 29                                  | 2021-2022                           | 13-03-2022                          | Otepää                              | Relais mixte                        | Médaille de bronze                  | S. Desthieux                        | Q. Fillon Maillet                   | C. Chevalier                        | J. Braisaz-Bouchet                  | Coupe du monde                      |

### Championnats d'Europe
| Édition \ Épreuve   | Individuel | Sprint | Poursuite | Relais |
| ------------------- | ---------- | ------ | --------- | ------ |
| Brezno-Osrblie 2012 | —          | —      | —         | 7e     |

### Championnats du monde juniors et de la jeunesse
| Édition \ Épreuve | Individuel           | Sprint                    | Poursuite | Relais                    |
| ----------------- | -------------------- | ------------------------- | --------- | ------------------------- |
| Torsby 2010       | 15e                  | 42e                       | 15e       | Médaille d'argent, monde  |
| Nové Město 2011   | Médaille d'or, monde | 7e                        | 5e        | 5e                        |
| Kontiolahti 2012  | 9e                   | Médaille de bronze, monde | 9e        | Médaille de bronze, monde |

Légende :
- participation aux Championnats du monde de la jeunesse

- : première place, médaille d'or
- : deuxième place, médaille d'argent
- : troisième place, médaille de bronze

### Championnats d'Europe juniors
| Édition \ Épreuve   | Individuel                | Sprint | Poursuite | Relais mixte              |
| ------------------- | ------------------------- | ------ | --------- | ------------------------- |
| Ridnaun 2011        | Médaille d'argent, Europe | 5e     | 11e       | Médaille d'argent, Europe |
| Brezno-Osrblie 2012 | 5e                        | 12e    | 5e        | —                         |

Légende :
- : deuxième place, médaille d'argent
- — : non disputée par Simon Desthieux

### Championnats de France
- Champion de France de la mass start en 2019

### Championnats de France de biathlon d'été
- Champion de France du sprint en 2017, 2019 et 2020
- Champion de France de la poursuite en 2017, 2018 et 2019

## Vie privée
Sa compagne est l'ancienne biathlète française Célia Aymonier. Ils accueillent leur premier enfant le 30 juin 2021, un garçon prénommé Jules. Leur deuxième enfant, Hanna, née le 10 mai 2024. 

## Distinctions
Chevalier de l'ordre de la Légion d'Honneur en 2018